# Ruelle
Маргарет (Мэгги) Экфорд (англ. Margaret "Maggie" Eckford; родилась 21 ноября 1985 года), более известная под творческим псевдонимом Ruelle / Руэлл / Руель, американская певица, автор-исполнитель в жанре электро-поп. Её композиции были использованы во множестве телевизионных шоу, также её песня была использована в открывающих титрах к телесериалу Сумеречные охотники («This Is the Hunt») и в сериале Хроники Шаннары («Until We Go Down»).

## Ранняя жизнь и образование
Мэгги является средним ребёнком в семье с тремя дочерьми. Она выросла в городе Хаттисберг, Миссисипи и посещала частную христианскую старшую школу. Она также посещала музыкальную школу в Сиднее, Австралия. Ruelle сейчас профессионально обосновалась в Нэшвилле, Теннесси. Экфорд приняла французское слово «Ruelle» как сценический псевдоним, потому что ей нравится, как оно излучает чувство темноты и тайны, а также имеет несколько значений, в том числе «комната» и «волк».

## Личная жизнь
Замужем за Джессом Рид с 2015 года.

## Музыка
Хотя Нэшвилл более известен как центр музыки в жанре кантри и рок-н-ролл, первые два альбома Мэгги Экфорд — For What It’s Worth (2010) и Show and Tell (2012) — вышли под её родным именем, были реализованы в жанре инди-поп. Затем она взяла себе сценический псевдоним «Ruelle» и презентована изменение в музыкальном жанре, двигаясь ближе к электро-поп с темным и кинематографическим стилем в EPs Up in Flames (2015), Madness (2016) и «Rival» (2017).
Первым телеразмещением Ruelle была песня в японском коммерческом релизе iPad. Кроме вышеупомянутых песен для сериалов Сумеречные охотники и Хроники Шаннары, песни Ruelle также были широко использованы в различных ТВ-шоу — в прайм-тайм, включая Танцы со звездами (США), Вызов ХХХ: Грязные 30, Свидетель, Виновность, Как избежать наказания за убийство, Оставленные, Древние, Милые обманщицы, Куантико, Безрассудство, Царство, Возмездие, Крик, Сонная Лощина, Так вы думаете, что умеете танцевать, Волчонок, Дневники вампира, Ходячие мертвецы и Вайнона Эрп.
Ruelle представила два трейлера и саундтрек — специально для фильма ЛОФТ, а также трейлеры для фильмов Очень плохие мамочки, Матрица времени, Свободный штат Джонса, и Шпионы по соседству. Её песня «Game of Survival» представлена в трейлере сериала13 причин почему, а песня «Madness» — в сериале Сирена и мобильной игре Asphalt 9. В трейлере сериала Призрачная башня использована песня Rivals.
Ruelle сотрудничала с продюсером электронной музыки Ki:Theory, а также использовала его вокал в своей песне «Bringing Me Down».
Лучшая песня Ruelle на Billboard charts — это «I Get to Love You», которая заняла 15-ю строчку на Spotify Viral 50 5 марта 2016 года.

## Дискография

### Под именем «Мэгги Экфорд»
- For What It’s Worth (2010)
- Show and Tell (2012)
- Everything Is Lost (2015)

### Под именем «Ruelle»
- Up in Flames (2015)
- Deep End (2015)
- This is the Hunt (2016)
- Madness (2016)
- Bad Dream (2016)
- Live Like Legends (2016)
- I Get To Love You (2016)
- Game of Survival (2017)
- Rival (2017)
- Invincible (2017)
- Emerge (2018)
- Earth Glow Up (2019)
- Exodus (2019)